# Ederheim
Ederheim  er en kommune i Landkreis Donau-Ries i  Regierungsbezirk Schwaben i den tyske delstat Bayern.

## Geografi
Ederheim ligger ved sydkantgen af landskabet Nördlinger Ries og er en del af Planungsregion Augsburg. I kommunen ligger landsbyerne Christgarten, Ederheim og Hürnheim.